# Alpinia foxworthyi
Alpinia foxworthyi là một loài thực vật có hoa trong họ Gừng. Loài này được Ridl. mô tả khoa học đầu tiên năm 1909.